# PGC 71432

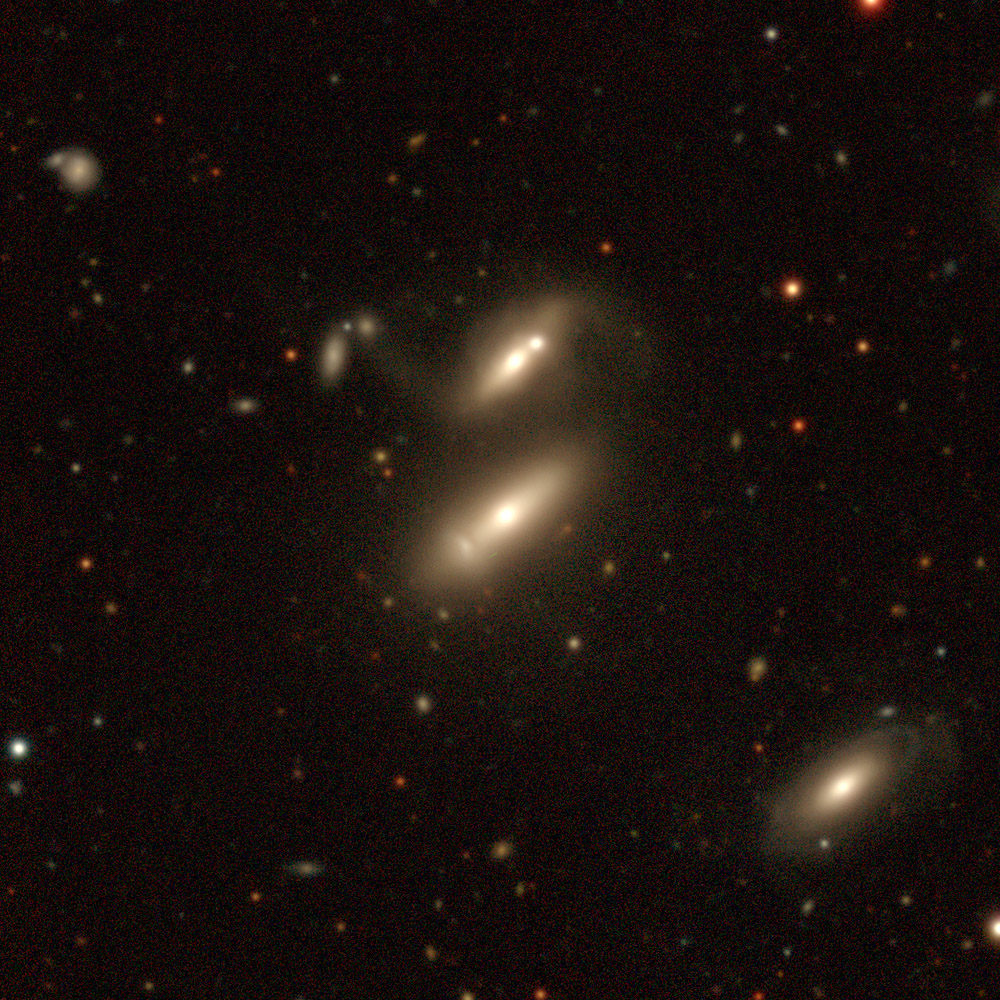
La galaxies NGC 7658 par le projet « Legacy Surveys DR10 ».

PGC 71432 est la galaxie méridionale de NGC 7658.  C'est une très vaste galaxie lenticulaire relativement éloignée et située dans la constellation de la Grue. Sa vitesse par rapport au fond diffus cosmologique est de 10 300 ± 45 km/s, ce qui correspond à une distance de Hubble de 151,9 ± 10,7 Mpc (∼495 millions d'al). La paire de galaxies NGC 7638 a été découverte par l'astronome britannique John Herschel en 1834.